# 다천 군도
다천 군도(大陈群岛)는 중화인민공화국 저장성 타이저우 시 자오장 구 다천 진에 속한 섬들이다.

## 역사

### 다천 섬 철수
1955년까지 중화민국이 다천 군도를 통치했다. 1940년대 후반 중화인민공화국 군대가 푸젠성으로 진군함에 따라 중화민국 국군은 중국 본토 해안 섬들로 철수했다. 1955년 1월 20일 제1차 타이완 해협 위기 중 중화인민공화국이 점령했다. 9일 후 미국 의회에서 통과된 대만결의안에 따라 2월에 중화민국측은 미국 해군의 도움을 받아 철수했다. 그 당시 다천 군도는 저장 성의 중심지로 기능하고 있었다. 제7함대는 시민 14,500명, 군인 10,000명, 유격대원 4천 명, 4만 톤의 군사장비와 보급품을 옮기기 위해 보트 132대와 항공기 400대를 사용했다. 다천 섬 철수 사흘 후 중화인민공화국이 차지했다. 장제스는 어쩔 수 없이 이 섬에서 철수해서 금문도와 마쭈 열도 방어에 힘썼다. 피란민은 타이완 내 다른 도시 지역으로 간 이들을 제외하고 거의 이란 현에 재정착했다.

## 지리
다천 군도는 북쪽으로 저우산 군도와 남쪽으로 난지산례 섬(南麂山列岛)을 접하며 자오장 구 본토에서 52km 떨어졌다. 다천 군도는 작은 암석까지 포함해 29개의 섬으로 구성됐으며 넓이는 14.6km2다. 평균기온이 16.7도고 기후는 열대기후다.

## 경제
예전에는 전통적 어업이 행해졌으나 어장이 고갈되어 양식업으로 전환됐다. 소득증대에도 불구하고 많은 노동력을 필요로 하지 않기에 주민들이 다천 군도를 떠나 인구가 줄어들었다.
최근 관광업이 주 수입원으로 각광받고 있다. 녹지율이 56% 이상인 다천 군도에는 성급산림공원이 있고 수려한 자연경관이 많으며 관광객들은 제2차 세계 대전과 국공 내전 시절 군사유적지도 방문한다.

## 같이 보기
- 이장산섬